# Episodi di Finalmente soli (quinta stagione)
La quinta e ultima stagione della serie televisiva Finalmente soli, composta da quindici episodi, è stata trasmessa per la prima volta in Italia dal 7 novembre 2004 al 13 febbraio 2005 su Canale 5. Gli episodi sono stati trasmessi uno per volta ogni domenica fra la prima e la seconda parte di Buona domenica. Per gli episodi Delikatessen e La ballata dei capelli bianchi non è possibile stabilire con certezza una data di prima visione, perché la fonte non riporta l'edizione de L'Unità di domenica 26 dicembre 2004 e il titolo dell'episodio andato in onda domenica 12 dicembre 2004.
| nº | Titolo                         | Prima TV Italia  |
| -- | ------------------------------ | ---------------- |
| 1  | I magnifici 7                  | 7 novembre 2004  |
| 2  | Ventiquattrore di felicità     | 14 novembre 2004 |
| 3  | Una vasca in condominio        | 21 novembre 2004 |
| 4  | Il pillolo                     | 28 novembre 2004 |
| 5  | Attacco di panico              | 5 dicembre 2004  |
| 6  | Delikatessen                   | 2004             |
| 7  | Gara di solidarietà            | 19 dicembre 2004 |
| 8  | La ballata dei capelli bianchi | 2004             |
| 9  | La recita                      | 2 gennaio 2005   |
| 10 | Due gocce d'acqua              | 9 gennaio 2005   |
| 11 | Seduto sull'altra sponda       | 16 gennaio 2005  |
| 12 | Rapanella 81                   | 23 gennaio 2005  |
| 13 | Il gatto nero                  | 30 gennaio 2005  |
| 14 | Caraibi o morte                | 6 febbraio 2005  |
| 15 | Urla nella notte               | 13 febbraio 2005 |

## I magnifici 7
- Diretto da:
- Scritto da:

### Trama
Per il loro settimo anniversario, Gigi e Alice preparano una festa con tutti i parenti, ma la cosa può creare problemi a Riccardino, che ha solo compagni con genitori separati.

## Ventiquattrore di felicità
- Diretto da:
- Scritto da:

### Trama
Alice torna a casa con una valigetta ventiquattrore, dimenticata sul taxi da un cliente. Quando la apre, scopre che è piena di dollari e si convince che si tratti della refurtiva scomparsa di una banda di malviventi.

## Una vasca in condominio
- Diretto da:
- Scritto da:

### Trama
Gigi ultimamente è un po' stressato e Alice decide di fargli una sorpresa, comperando una vasca idromassaggio. Quando arrivano gli operai con la vasca e scoprono che in bagno non ci sta, Spartaco suggerisce di metterla in terrazzo.

## Il pillolo
- Diretto da:
- Scritto da:

### Trama
Gigi deve mettersi a dieta. Belfiore gli offre un ritrovato miracoloso: il Viagrass, un farmaco grazie al quale più si mangia più si dimagrisce. Alice pensa sia uno stimolante sessuale e allibisce davanti all'appetito smodato di Gigi.

## Attacco di panico
- Diretto da:
- Scritto da:

### Trama
Gigi prepara la sua Topolino d'epoca per fare una gara automobilistica e scopre che Alice ha conosciuto ad una festa di bambini l'organizzatore.

## Delikatessen
- Diretto da:
- Scritto da:

### Trama
Gigi vuole festeggiare la ricorrenza del primo appuntamento con Alice preparandole una cena a sorpresa. Il fornitore dei prodotti tirolesi, Otto, è il sosia di Gigi e corteggia tutte le donne del palazzo.

## Gara di solidarietà
- Diretto da:
- Scritto da:

### Trama
Alice e Gigi sono alle prese con varie associazioni benefiche che chiedono una mano economica. Mentre lei vorrebbe aiutare un po' tutti, Gigi la convince a perorare un'unica causa.

## La ballata dei capelli bianchi
- Diretto da:
- Scritto da:

### Trama
Alice torna stanca dal lavoro e Gigi la circonda di attenzioni, ma lei crolla addormentata. Al risveglio, la coppia è invecchiata di 40 anni, la casa è futuristica, il fantasma di Wanda svolazza in giro e Spartaco non riesce più a oltrepassare la siepe divisoria del terrazzo.

## La recita
- Diretto da:
- Scritto da:

### Trama
Gigi ha deciso di regalare ai figli un pesciolino rosso, mentre Alice si lamenta con l'asilo perché hanno escluso Riccardino dalla recita di fine anno e si offre di partecipare e impersonare la fata turchina.

## Due gocce d'acqua
- Diretto da:
- Scritto da:

### Trama
Wanda pensa di avere le ore contate, per cui convoca un figlio segreto, di cui non ha mai fatto parola, perché conosca la sorella Alice.

## Seduto sull'altra sponda
- Diretto da:
- Scritto da:

### Trama
Un'amica di Alice ha scoperto che il marito ha un amante uomo. Incalzata da Spartaco, la donna nota in Gigi degli strani atteggiamenti e si convince che anche il proprio marito abbia cambiato gusti.

## Rapanella 81
- Diretto da:
- Scritto da:

### Trama
Spartaco intrattiene una conversazione via internet nello studio di Gigi, svegliandolo in piena notte quando ha un problema col computer.

## Il gatto nero
- Diretto da:
- Scritto da:

### Trama
Quando Gigi sta per firmare la convenzione con il responsabile di un grosso gruppo amministrativo, entra un gatto nero e l'accordo rischia di sfumare. La coppia diventa vittima della superstizione e usa diverse tattiche per scongiurare la sfortuna.

## Caraibi o morte
- Diretto da:
- Scritto da:

### Trama
Gigi e Alice preparano un viaggio ai Caraibi in compagnia di una coppia di amici. La mattina della partenza è un susseguirsi di intoppi, a cominciare dalla sveglia che suona con due ore di ritardo.

## Urla nella notte
- Diretto da:
- Scritto da:

### Trama
Gigi sfrutta l'assenza di Wanda, che porta Niki al parco, per godersi un pomeriggio di totale libertà con Riccardino. Tuttavia, al ritorno di Alice, lei si accorge che Riccardino è stato influenzato dalla visione di un film su Dracula. Durante la notte, Gigi e Alice sentono delle grida e scoprono che provengono da Spartaco, tormentato da incubi ricorrenti.